# Mike Kiedrowski
Mike Kiedrowski (Santa Clarita, Californië, 13 januari 1969) is een Amerikaans voormalig motorcrosser.

## Carrière
Kiedrowski is een van de twee motorcrossers die ooit Amerikaans kampioen wist te worden in zowel de 125, 250 en 500cc-klasse. Hij maakte vier keer deel uit van de Amerikaanse ploeg op de Motorcross der Naties, die hij drie keer won. Kiedrowski reed tijdens zijn carrière voor Honda en Kawasaki.
Na zijn motorcrosscarrière ging Kiedrowski enduro rijden. In 2003 werd hij uitgekozen om de Verenigde Staten te vertegenwoordigen op de International Six Days Enduro, waarop hij de gouden medaille wist te winnen.

## Palmares
- 1989: AMA National kampioen 125cc
- 1989: Winnaar Motorcross der Naties
- 1991: AMA National kampioen 125cc
- 1991: Winnaar Motorcross der Naties
- 1992: AMA National kampioen 500cc
- 1993: AMA National kampioen 250cc
- 1993: Winnaar Motorcross der Naties